# Василь Копистенський
Васи́ль Кописте́нський (? — не раніше 1787) — діяч київського магістрату, 1-й голова міської думи Києва в 1785–1787 роках.

## Життєпис
Походив з дрібного шляхетського роду Копистенських, що з часом перейшов у стан міщан. Про Василя Копистенського замало відомостей. Втім мав певні статки, що дозволило йому обійняти посади в київському магістраті. 1763 року стає інстигатором. Разом з іншими членами магістрату звертався до Сенату на протиправні дії війта Івана Сичевського. У відповідь за наказом останнього та за підтримки гетьмана Розумовського Копистенського з іншими членами магістрату арештовано й відправлено до Глухова. Втім Василя Копистенського звільнено через те, що він не підписав особисто супліку на гетьмана і імператора.
У 1772 році обирається шафаром магістрату. У 1781 або 1782 році стає бурмистром, завдяки чому отримав ранг бунчукового товариша. Після відставки наприкінці 1784 року голови магістрату Якова Давидовського виконував обов'язки, зокрема організував вибори міського голови у січні 1785 року. Ним став сам Василь Копистенський. У квітні 1785 року видано міське положення, за яким адміністративні функції передано до міської думи.
Під час каденції вступив у суперечку з правителем київського намісництва Семеном Ширковим щодо передачі прибутків із Васильківської митниці. Голова та гласні думи наполягали на передачі прибутків з митниці в розпорядження думи, а правитель намісництва — до приказу громадського призренія (піклування). Справа не була вирішена до 1787 року. Можливо Копистенський помер на посаді, у будь-якому разі подальші відомості про нього відсутні.